# Joan Baptista Pujol i Riu

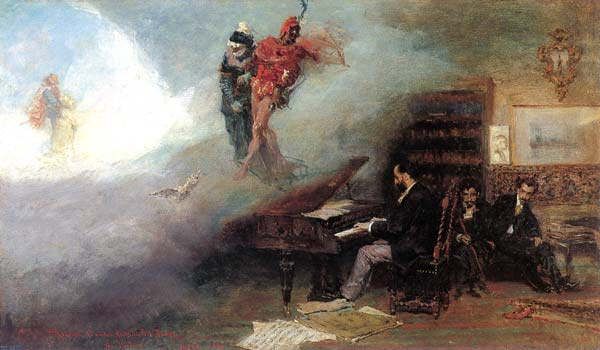
Joan Baptista Pujol tocant el piano, pintat per Marià Fortuny a Fantasia sobre Faust (1866)

Joan Baptista Pujol i Riu (Barcelona, 22 de març, 1835 - 28 de desembre, 1898) fou un pianista, pedagog i compositor català.

## Biografia
Els seus pares, Cristòfol Pujol i Maria Riu, observaren la profunda impressió que ja d'infant li produïen els cants religiosos i aquest fet els induí a iniciar-lo en l'estudi del solfeig sota la direcció de l'organista de Sant Cugat, amb la fi que pogués, cantar alguna vegada en l'escolania. Al cap de poc temps, començà a manifestar-se la decidida vocació de Pujol per la música; es mostrà desitjós d'aprendre a tocar algun instrument i va elegir el violí, ja que, en aquella època era el que oferia més avantatges. Però una petita discussió entre el pare i el que li proporcionava el violí, feren que Pujol es dediqués de manera resolta a l'instrument que tants triomfs li donaria.
Gaietà Sala fou el seu primer mestre de piano; després estudià sota la direcció de Pere Tintorer i a l'edat de quinze anys se n'anà al Conservatori de París on ingressà per concurs en la classe de Laurent. L'avanç fou tan ràpid que causava l'admiració del propi mestre i dels seus condeixebles, entre els quals figuraven Massenet, Bizet i Ketterer i aconseguí en aquest conservatori un dels premis de piano. També hi estudià harmonia amb Napoléon-Henri Reber i rebé lliçons de perfeccionament dels pianistes Prudent i Rosenhain.
Poc temps després començà la carrera concertística: assolí un succés clamorós després de nombrosos concerts fets a París i a les principals ciutats franceses, a Alemanya i a Espanya.

### El concertista
Com a concertista, Pujol posseïa condicions meravelloses. En molts casos podien anomenar-se creacions de les obres executades per ell, tal era la intensitat d'emoció i la força evocadora que hi solia posar. Fou un intèrpret inspiradíssim dels grans mestres del piano, sobretot de Beethoven i de Chopin, en l'execució de les obres dels quals assolí la major altura a què un artista pot arribar.
Les seves qualitats, a banda de la seva admirable interpretació, com a mer executant, eren excepcionals. Un mecanisme igual, pur, poderós i ple de delicadesa li permetien d'executar sense el més mínim esforç els passatges de bravura i els dissenys més subtils. Per mitjà de la varietat d'atacs i articulacions i un personalíssim ús dels pedals, produïa noves i delicioses sonoritats que delectaven els auditors.

### El vessant pedagògic
Quan el 1870 esclatà la guerra francoprussiana, es trobava incidentalment a Barcelona per col·laborar en un recital a l'Ateneu Català i en un concert al Gran Teatre de Liceu i va resoldre de romandre el seva ciutat natal fins que el conflicte acabés. Es va veure de seguida sol·licitat per a donar algunes lliçons de piano. De mica en mica anaren augmentant el nombre dels seus deixebles de manera que, quan acabà la guerra, Pujol estava ja tant interessat per l'ensenyança que va resoldre de restar a Barcelona amb el propòsit de continuar fent periòdicament anades artístiques a l'estranger. Però llevat d'uns concerts que feu a París i en la pròpia Barcelona el 1882, i que foren acollits amb un extraordinari entusiasme pel públic i per tots els diaris d'aquestes ciutats, des de llavors es dedicà a l'ensenyança, aspecte en què demostrà ser també una verdadera eminència.
Quan tornà a Barcelona el 1886 l'Ajuntament de Barcelona el nomenà director de les classes de piano de l'Escola Municipal de Música. El seu mestratge fou essencial per a la creació d'una escola catalana de pianistes. Entre els seus deixebles destaquen Albéniz, Granados, Lliurat, Valdealde, Malats, Calado, Joan Salvat i Crespí o Viñes. Aquest tres darrers aconseguiren posteriorment primers premis en el Conservatori de París.

### El pedagog
Com a mestre a més de conèixer íntimament tots els recursos del piano, d'estar dotat d'una gran sentit crític i analític, posseïa el do de demostrar i de persuadir; descobria de seguida el caràcter del deixeble, les seves qualitats i els seus defectes; tenia la rapidesa i la seguretat de judici que li permetien, per a corregir aquests i desenvolupar aquelles, encertar amb els mitjans més segurs i eficaços. Mostrava un respecte profund per la personalitat artística de cadascun, que s'esforçava en determinar i desenvolupar, sense amollar-la mai a la seva pròpia personalitat.

### Influència en la música
La influència de Pujol, vers la música, fou realment molt gran. Quan s'instal·là a Barcelona, l'art musical estava en la capital de Catalunya, com en la resta d'Espanya, en un estat llastimós d'endarreriment. Pujol anà desterrant tot el repertori caspós que fins llavors privava exclusivament, i, mercès a ell, els grans mestres, abans amb prou feines coneguts de nom, adquiriren carta de naturalesa. Per la difusió de les obres clàssiques i modernes de més alta vàlua, assolí anar depurant el gust del públic i així va fer possibles grans manifestacions musicals de tot ordre que, d'altra manera, haguessin de ben segur fracassat. El seu mèrit en aquest sentit apareix tant més excepcional, ja que tot ho va fer per propi esforç, per iniciativa pròpia.
Sol completament, sense cap recolzament oficial ni privat, creà una escola de piano tant notable que en cap país havia estat superada durant molts anys. Va organitzar a la Sala Beethoven la primera temporada de concerts simfònics que se celebrà a Barcelona (1881) amb la participació de figures estrangeres com Massenet, Saint-Saëns i Frigola i que tants resultats artístics hauria de donar en l'esdevenir. També va promoure una temporada d'òpera francesa dins la qual fou estrenada a Barcelona l'òpera Mireille de Gounod, a la que seguí la presentació d'una òpera còmica francesa, representada per primera vegada a Espanya, entre altres obres desconegudes també, la Carmen de Bizet.

### Pujol editor
El 1888 fundà una editorial de música, que adquirí ràpidament gran importància, i que a Espanya fou la primera amb orientació determinada i amb elevades tendències artístiques. En aquesta casa, que dirigí fins a la seva mort junt amb un dels seus fills, es publicaren, entre d'altres moltes, belles obres d'Albéniz, totes les de Granados i Arnau, diverses de Pedrell, àdhuc Els Pirineus i la monumental Hispaniae Schola Musica Sacra; interessants col·leccions de cants populars, de música religiosa, de peces per a piano i altres instruments, etc.; també s'hi publicà l'admirable i cèlebre obra del mateix Pujol Nuevo mecanismo del piano, en les que i són resumides les ensenyances tècniques del mestre.
Per altra banda, la mateixa casa prestà assenyalats serveis a l'art, introduint a Espanya moltes obres famoses d'autors estrangers.

### Pujol compositor
Com a compositor, Pujol va escriure un gran nombre de pàgines elegants i inspirades que demostren les seves notables condicions per a una branca de l'art que no cultivà preferentment. Un bell Concert seu inèdit, per a piano i orquestra, i algunes altres de les seves composicions, també inèdites, foren destruïdes durant la guerra de 1870-71, en l'incendi d'una casa que la família de la seva esposa posseïa als voltants de París. Entre les seves obres més destacades figuren: Rosas y Perlas, Les premières feuilles, la transcripció de Faust, Bolero de Concert, Féte Andalouse, totes per a piano sol: Adagio, per a piano, violí i violoncel; una Cantata, i diverses melodies per a cant i piano.
Casat amb Elisabeth Hermann, El seu fill Gastó Pujol-Hermann fou il·lustrador i pintor.